# Ferrovia Brive-la-Gaillarde–Tolosa via Capdenac
La ferrovia Brive-la-Gaillarde–Tolosa via Capdenac (in francese Ligne de Brive-la-Gaillarde à Toulouse-Matabiau via Capdenac) è una linea ferroviaria del sud-ovest della Francia.
Ha assicurato i collegamenti tra Parigi e Tolosa prima della creazione del percorso principale via Cahors e Montauban (sezione meridionale della linea da Les Aubrais - Orléans a Montauban-Ville-Bourbon) negli anni '90 del XIX secolo.

## Storia
| Tratto                        | Attivazione     | Attivazione |
| ----------------------------- | --------------- | ----------- |
| Capdenac-Lexos                | 31 agosto 1858  |             |
| Capdenac - Brive-la-Gaillarde | 4 dicembre 1862 |             |
| Lexos-Tolosa                  | 29 maggio 1864  |             |
| Manuale                       |                 |             |

La ferrovia è stata aperta a tratte dal 1858 al 1864 dalla Compagnie du chemin de fer de Paris à Orléans.